# Außenministerium Portugals

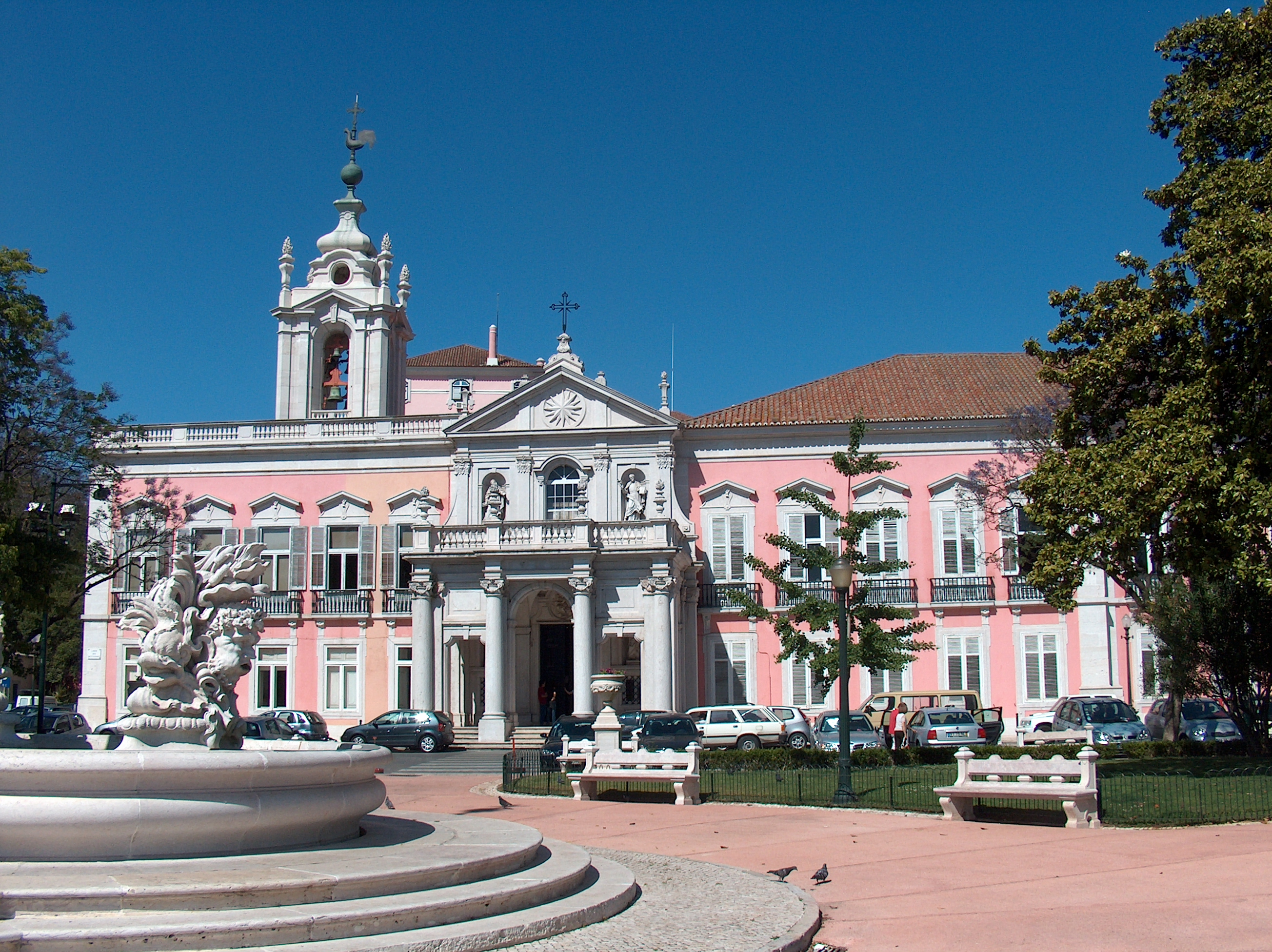
Der Palácio das Necessidades, Sitz des portugiesischen Außenministeriums

Das Außenministerium Portugals (portugiesisch: Ministério dos Negócios Estrangeiros, MNE) ist ein Ministerium der Portugiesischen Regierung. Es ist das zuständige Organ für die Außenpolitik Portugals.
Seit der am 5. Oktober 1910 ausgerufenen Ersten Portugiesischen Republik hat das Ministerium seinen Sitz im Palácio das Necessidades, vormals Residenz des Portugiesischen Königs.

## Geschichte

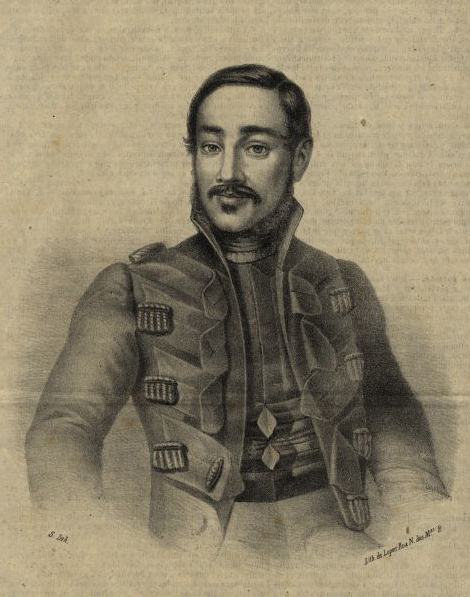
Luís da Silva Mouzinho de Albuquerque wurde 1830 erster Außenminister unter dieser Bezeichnung

König Johann IV. schuf 1641 mit einem Staatssekretär innerhalb des Ministeriums für Innere Verwaltung (Ministério da Administração Interna) erstmals einen dauerhaft und ausschließlich für die Außenpolitik zuständigen Posten. Mit der Reform der internen Verwaltung 1736 wurden dann drei Staatssekretariate geschaffen, neben dem Staatssekretär für das Äußere und Kriegsangelegenheiten auch der Staatssekretär für das Innere und der Staatssekretär für Marine und Überseebesitzungen.
Nach einer ersten vorübergehenden Trennung 1801 wurde 1822 das eigenständige Staatssekretariat für das Äußere eingerichtet (Secretaria de Estado dos Negócios Estrangeiros), im Zuge der Reorganisation der Staatssekretariate im Verlauf der Liberalen Revolution ab 1821.
Ab 1830 wurde die Bezeichnung zunächst in Ministro e secretário de Estado dos Negócios Estrangeiros (Minister und Staatssekretär für die Äußeren Angelegenheiten) geändert, dann in Ministro dos Negócios Estrangeiros (Minister der Äußeren Angelegenheiten oder schlicht Außenminister).
Nach der Ausrufung der Republik 1910 blieb die Bezeichnung bestehen. Nur zwischen dem 15. Mai 1918 und dem 16. Dezember 1918 wurde das Amt zwischenzeitlich auf den Rang eines Staatssekretärs zurückgestuft, als Secretário de Estado dos Negócios Estrangeiros.
Am 6. April 2002 wurde aus dem bisherigen Außenminister (Ministro dos Negócios Estrangeiros) der Minister für die Äußeren Angelegenheiten und die Gemeinden der Auslandsportugiesen (Ministro dos Negócios Estrangeiros e das Comunidades Portuguesas).
Am 15. März 2005 erhielt das Amt die Bezeichnung Ministro de Estado e dos Negócios Estrangeiros (Staats- und Außenministerium).
Seit dem 26. November 2015 trägt das Amt wieder die Bezeichnung Außenministerium (Ministro dos Negócios Estrangeiros).

## Amtsinhaber

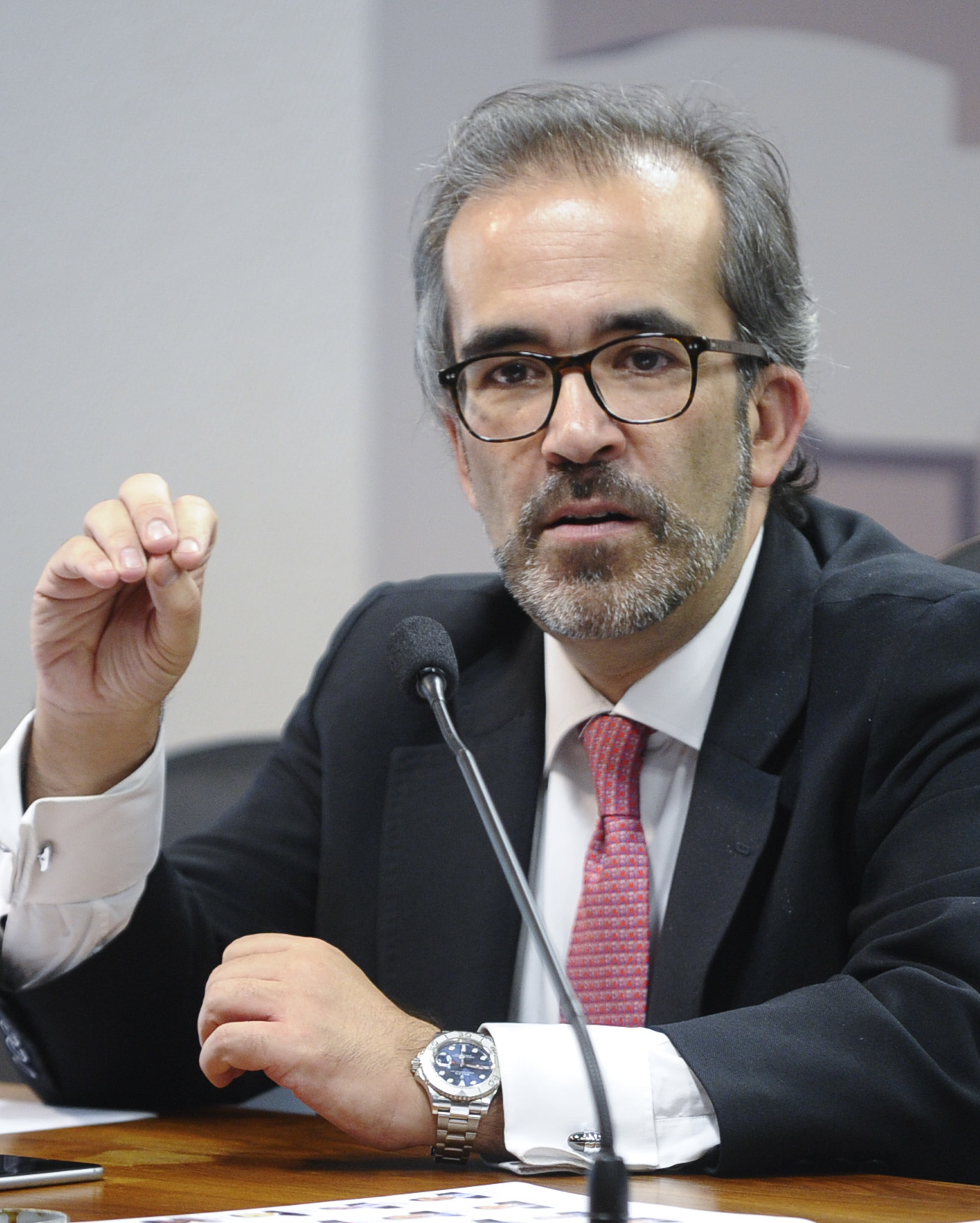
Paulo Rangel, amtierender Außenminister Portugals

Seit dem 2. April 2024 ist Paulo Rangel portugiesischer Außenminister.

## Struktur

### Staatssekretäre
Innerhalb des Außenministeriums sind vier Staatssekretariate eingerichtet:
- Secretária de Estado dos Assuntos Europeus: Staatssekretariat für Europäische Angelegenheiten
- Secretária de Estado dos Negócios Estrangeiros e da Cooperação: Staatssekretariat für Äußere Angelegenheiten und Entwicklungszusammenarbeit
- Secretário de Estado das Comunidades Portuguesas: Staatssekretariat für die Portugiesischen Gemeinschaften (Auslandsportugiesen)
- Secretário de Estado da Internacionalização: Staatssekretariat für die Internationalisierung

### Organisation
Das Außenministerium ist in die zwei Bereiche Direkte Staatsverwaltung (Administração directa do Estado) und Indirekte Staatsverwaltung (Administração indirecta do Estado) aufgeteilt, dazu kommt der Rat der Gemeinschaften der portugiesischen Diaspora (Conselho das Comunidades Portuguesas) und die Portugiesische UNESCO-Kommission (Comissão Nacional da UNESCO).

#### Direkte Staatsverwaltung
Die Hauptabteilung der direkten Staatsverwaltung sind die Zentralen Dienste (Serviços centrais). Sie gliedern sich wie folgt:
- Secretaria-Geral (Generalsekretariat oder Allgemeines Sekretariat). Dazu gehören:
  - der Diplomatische Rat
  - der Rat der Generaldirektoren im Außenministerium
  - das Staatsprotokoll (für Staatsbesuche u. ä.)
  - die Innere Verwaltung (Departamento Geral de Administração)
  - die Rechtsabteilung (Departamento de Assuntos Jurídicos)
  - das Instituto Diplomático, das als Diplomatenschule und betreuendes Organ sowohl für die diplomatischen Vertreter Portugals als auch für das Diplomatische Archiv und die Diplomatische Bibliothek (Biblioteca e Arquivo Histórico Diplomático) fungiert.

- Die außenpolitische Hauptabteilung ist die Direcção-Geral de Política Externa (Generaldirektion für die Außenpolitik). Zu ihr gehören:
  - Politisch-diplomatischer Koordinationsrat (Conselho Coordenador Político-Diplomático)
  - Ministeriumsübergreifende Kommission für die Außenpolitik (Comissão Interministerial de Política Externa)
  - Behörde für die Chemiewaffenkonvention (Autoridade Nacional para a Convenção sobre a Proibição do Desenvolvimento, Produção, Armazenamento e Utilização das Armas Químicas)
  - Behörde für das Verbot von Nuklearversuchen (Autoridade Nacional para efeitos do Tratado de Proibição Total de Ensaios Nucleares)

- Die Kontrollabteilung für die Auslandsvertretungen ist die Inspecção-Geral Diplomática e Consular (Generalinspektion für die portugiesischen Auslandsvertretungen)

- Die Hauptabteilung für die europäischen Angelegenheiten ist die Direcção-Geral dos Assuntos Europeus (Generaldirektion der Europäischen Angelegenheiten). Zu ihr gehören:
  - Ministeriumsübergreifende Kommission für die Europäischen Angelegenheiten (Comissão Interministerial para os Assuntos Europeus)
  - Ministeriumsübergreifende Kommission für die Wassernutzungsabkommen mit Spanien (Comissão Interministerial de Limites e Bacias Hidrográficas Luso-Espanholas), zusammen mit den Ministerien für Umwelt und für Meeresangelegenheiten
  - Portugiesisch-spanische Kommission für die grenzüberschreitende Zusammenarbeit (Comissão Luso-Espanhola para a Cooperação Transfronteiriça)

- Die Hauptabteilung für Portugals Konsulate und die portugiesische Diaspora ist die Direcção-Geral dos Assuntos Consulares e das Comunidades Portuguesas (Generaldirektion für konsularische Angelegenheiten und die Gemeinden der Auslandsportugiesen). Zu ihr gehören:
  - Ministeriumsübergreifende Kommission für die Gemeinden der Auslandsportugiesen (Comissão Interministerial para as Comunidades Portuguesas)
  - Kommission für die Organisation der Wahlregister für die Gemeinden der Auslandsportugiesen (Comissão Organizadora do Recenseamento Eleitoral dos Portugueses no Estrangeiro)

- Die Agência para o Investimento e Comércio Externo de Portugal (Portugiesische Agentur für Investition und Außenhandel, AICEP E.P.E.) ist die portugiesische Außenhandelskammer (als öffentlich-rechtliches Unternehmen organisiert); sie wird in Zusammenarbeit von Außenministerium und Wirtschaftsministerium betreut.

#### Indirekte Staatsverwaltung
Die wesentlichen Abteilungen der indirekten Staatsverwaltung im Außenministerium sind:
- Instituto Camões, I.P., das portugiesische Kulturinstitut, als unabhängiges Instituto público geführt
- Fundo para as Relações Internacionais, I. P. der Finanzierungsfonds für außenpolitische Initiativen, als unabhängiges Instituto público geführt
- Instituto de Investigação Científica Tropical, I. P. Tropeninstitut mit erweitertem Fachgebiet auf alle Tropen-Wissensbereiche, als unabhängiges Instituto público geführt (seit 2015 in die Universität Lissabon ausgegliedert)